# Drvenik Mali
Drvenik Mali és una illa i municipi de Croàcia, al comtat de Split-Dalmàcia. Es troba a la part croata de la mar Adriàtica, a l'arxipèlag Dàlmata central, a l'oest de Drvenik Veli, a 15 km (8 milles nàutiques) de Trogir. Té una superfície de 3,43 km². L'única població de l'illa, que també es diu Drvenik Mali, té una població de 54 habitants (segons el cens del 2001). La mar al voltant de l'illa és poc profunda, això fa que la pesca sigui l'activitat econòmica principal de l'illa, a més del turisme.